# دیپاک تیجوری
دیپاک تیجوری، بازیگر و کارگردان فیلم در سینمای بالیوود است.
از فیلم‌های او می‌توان به بازیکن اشاره کرد.

## فیلم‌شناسی
فهرست برخی از فیلم‌هایی که دیپاک تیجوری در آنها به ایفای نقش پرداخته‌است:
- بازیکن
- داستان عشق
- کسی که برنده می‌شود پادشاه است
- نامشروع
- خیابان
- سلاح
- دپارتمان
- واقعیت
- این بمبئی است عشق من
- رأی‌دهنده
- اشک‌ها تبدیل شده‌اند به شعله
- عاشقی
- استاد، همسر و گنگستر ۳
- آینه
- داستان دو کلمه‌ای
- راجا ناتوارلال

## زندگی‌نامه
دیپاک تیجوری متولد (۲۸ اوت ۱۹۶۱) در شهر بمبئی، ایالت مهاراشترا، هندوستان است.